# Jogador Bielorrusso do Ano
O Jogador Bielorrusso do Ano é um prêmio dado anualmente desde 1983 para o jogador de futebol de maior destaque na Bielorrússia. De 1983 a 1990, a votação foi organizada pelo jornal Физкультурник Белоруссии (Fizkulturnik Belorussii). Desde 1991, a votação é realizada pelo Jornal bielorrusso Прессбол (Pressball). Os votos são dados pelos gestores, treinadores e capitães das seleções bielorrusas principal e Sub-21, clubes da Vysshaya Liga, árbitros de futebol da Bielorrússia, especialistas, jornalistas e funcionários da Federação de Futebol da Bielorrússia.

## Vencedores
| Ano  | Jogador               | Clube                       |
| ---- | --------------------- | --------------------------- |
| 1983 | Sergey Gotsmanov      | Dinamo Minsk                |
| 1984 | Sergei Aleinikov      | Dinamo Minsk                |
| 1985 | Sergey Gotsmanov      | Dinamo Minsk                |
| 1986 | Sergei Aleinikov      | Dinamo Minsk                |
| 1987 | Sergey Gotsmanov      | Dinamo Minsk                |
| 1988 | Sergei Aleinikov      | Dinamo Minsk                |
| 1989 | Sergey Gotsmanov      | Dinamo Minsk                |
| 1990 | Aleksandr Metlitsky   | Dinamo Minsk / Osijek       |
| 1991 | Yury Kurbyko          | Dinamo Minsk                |
| 1992 | Andrei Zygmantovich   | Groningen / Dinamo Minsk    |
| 1993 | Sergei Gerasimets     | Dinamo Minsk                |
| 1994 | Andrei Zygmantovich   | Racing Santander            |
| 1995 | Valentin Belkevich    | Dinamo Minsk                |
| 1996 | Vladimir Makovskiy    | Dinamo Minsk                |
| 1997 | Andrei Lavrik         | Dinamo Minsk                |
| 1998 | Aleksandr Khatskevich | Dynamo Kyiv                 |
| 1999 | Sergei Gurenko        | Lokomotiv Moscow / Roma     |
| 2000 | Aleksandr Khatskevich | Dynamo Kyiv                 |
| 2001 | Gennady Tumilovich    | Rostselmash                 |
| 2002 | Alexander Hleb        | Stuttgart                   |
| 2003 | Alexander Hleb        | Stuttgart                   |
| 2004 | Maksim Romaschenko    | Trabzonspor / Dynamo Moscow |
| 2005 | Alexander Hleb        | Stuttgart / Arsenal         |
| 2006 | Alexander Hleb        | Arsenal                     |
| 2007 | Alexander Hleb        | Arsenal                     |
| 2008 | Alexander Hleb        | Arsenal / Barcelona         |
| 2009 | Aleksandr Kulchiy     | Rostov                      |
| 2010 | Yuri Zhevnov          | Zenit Saint Petersburg      |
| 2011 | Alyaksandr Hutar      | BATE Borisov                |
| 2012 | Renan Bressan         | BATE Borisov                |
| 2013 | Timofei Kalachev      | Rostov                      |
| 2014 | Sergey Krivets        | BATE Borisov / Metz         |
| 2015 | Ihar Stasevich        | BATE Borisov                |

## Resultados da votação

### 2015
| Rank | Player             | Club                  | Points |
| ---- | ------------------ | --------------------- | ------ |
| 1    | Ihar Stasevich     | BATE Borisov          | 664    |
| 2    | Timofei Kalachev   | Rostov                | 400    |
| 3    | Andrey Gorbunov    | Atromitos             | 382    |
| 4    | Sergey Chernik     | BATE Borisov          | 257    |
| 5    | Mikalay Yanush     | Shakhtyor Soligorsk   | 169    |
| 6    | Stanislav Dragun   | Krylia Sovetov Samara | 144    |
| 7    | Mikhail Gordeichuk | BATE Borisov          | 75     |
| 8    | Nikita Korzun      | Dinamo Minsk          | 67     |
| 9    | Roman Vasilyuk     | Dinamo Brest          | 38     |
| 10   | Sergei Kornilenko  | Krylia Sovetov Samara | 37     |

### 2014
| Rank | Player               | Club                             | Points |
| ---- | -------------------- | -------------------------------- | ------ |
| 1    | Sergey Krivets       | BATE Borisov / Metz              | 658    |
| 2    | Egor Filipenko       | BATE Borisov                     | 332    |
| 3    | Ihar Stasevich       | Dinamo Minsk                     | 318    |
| 4    | Timofei Kalachev     | Rostov                           | 242    |
| 5    | Mikalay Yanush       | Shakhtyor Soligorsk              | 123    |
| 6    | Alexander Hleb       | Konyaspor                        | 96     |
| 7    | Yuri Zhevnov         | Torpedo Moscow                   | 75     |
| 8    | Alyaksandr Karnitsky | BATE Borisov                     | 63     |
| 9    | Syarhey Balanovich   | Shakhtyor Soligorsk / Amkar Perm | 53     |
| 10   | Mikhail Gordeichuk   | BATE Borisov                     | 33     |

### 2013
| Rank | Player                 | Club                  | Points |
| ---- | ---------------------- | --------------------- | ------ |
| 1    | Timofei Kalachev       | Rostov                | 879    |
| 2    | Vitali Rodionov        | BATE Borisov          | 399    |
| 3    | Yan Tigorev            | Lokomotiv Moscow      | 159    |
| 4    | Alexander Hleb         | BATE Borisov          | 147    |
| 5    | Alyaksandr Martynovich | Krasnodar             | 123    |
| 6    | Egor Filipenko         | BATE Borisov          | 107    |
| 7    | Sergey Krivets         | BATE Borisov          | 53     |
| 8    | Anton Putsila          | Volga Nizhny Novgorod | 53     |
| 9    | Stanislav Dragun       | Krylia Sovetov Samara | 44     |
| 10   | Sergei Kornilenko      | Krylia Sovetov Samara | 39     |

### 2012
| Rank | Player            | Club                                 | Points |
| ---- | ----------------- | ------------------------------------ | ------ |
| 1    | Renan Bressan     | BATE Borisov                         | 420    |
| 2    | Vitali Rodionov   | BATE Borisov                         | 320    |
| 3    | Alexander Hleb    | Krylia Sovetov Samara / BATE Borisov | 285    |
| 4    | Stanislav Dragun  | Dinamo Minsk                         | 235    |
| 5    | Andrey Gorbunov   | BATE Borisov                         | 155    |
| 6    | Sergey Veremko    | Krylia Sovetov Samara                | 153    |
| 7    | Aleksandr Pavlov  | BATE Borisov                         | 116    |
| 8    | Yan Tigorev       | Lokomotiv Moscow                     | 98     |
| 9    | Ivan Denisevich   | Neman Grodno                         | 59     |
| 10   | Dmitry Osipenko   | Shakhtyor Soligorsk                  | 51     |
| 10   | Nikolai Kashevsky | Gomel                                | 51     |

### 2011
| Rank | Player             | Club                                  | Points |
| ---- | ------------------ | ------------------------------------- | ------ |
| 1    | Aleksandr Gutor    | BATE Borisov                          | 414    |
| 2    | Aleksandr Kulchiy  | Krasnodar                             | 313    |
| 3    | Stanislav Dragun   | Dinamo Minsk                          | 270    |
| 4    | Sergey Veremko     | FC Sevastopol / Krylia Sovetov Samara | 216    |
| 5    | Pavel Nekhaychik   | BATE Borisov / Dynamo Moscow          | 127    |
| 6    | Anton Putilo       | SC Freiburg                           | 112    |
| 7    | Timofei Kalachev   | Rostov                                | 108    |
| 8    | Sergei Kornilenko  | Blackpool / Krylia Sovetov Samara     | 90     |
| 9    | Sergei Omelyanchuk | Terek Grozny                          | 71     |
| 10   | Yuri Zhevnov       | Zenit Saint Petersburg                | 50     |

### 2010
| Rank | Player                | Club                       | Points |
| ---- | --------------------- | -------------------------- | ------ |
| 1    | Yuri Zhevnov          | Zenit Saint Petersburg     | 407    |
| 2    | Aleksandr Kulchiy     | Rostov                     | 330    |
| 3    | Vitali Rodionov       | BATE Borisov               | 297    |
| 4    | Aleksandr Yurevich    | BATE Borisov               | 282    |
| 5    | Sergei Kornilenko     | Tom Tomsk / Rubin Kazan    | 255    |
| 6    | Pavel Nekhaychik      | BATE Borisov               | 152    |
| 7    | Anton Putilo          | Dinamo Minsk / SC Freiburg | 144    |
| 8    | Vladimir Yurchenko    | Dnepr Mogilev              | 129    |
| 9    | Anton Amelchenko      | Rostov                     | 125    |
| 10   | Aleksandr Martynovich | Dinamo Minsk / Krasnodar   | 78     |

### 2009
| Rank | Player             | Club                  | Points |
| ---- | ------------------ | --------------------- | ------ |
| 1    | Aleksandr Kulchiy  | Rostov                | 811    |
| 2    | Yuri Zhevnov       | Moscow                | 378    |
| 3    | Sergey Krivets     | BATE Borisov          | 254    |
| 4    | Timofei Kalachev   | Krylya Sovetov Samara | 218    |
| 5    | Vitali Kutuzov     | Bari                  | 65     |
| 6    | Igor Shitov        | BATE Borisov          | 63     |
| 7    | Syarhey Kislyak    | Dinamo Minsk          | 58     |
| 7    | Alexander Hleb     | Barcelona / Stuttgart | 58     |
| 9    | Aleksandr Yurevich | BATE Borisov          | 44     |
| 10   | Roman Vasilyuk     | Dinamo Brest          | 38     |

### 2008
| Rank | Player              | Club                | Points |
| ---- | ------------------- | ------------------- | ------ |
| 1    | Alexander Hleb      | Arsenal / Barcelona | 624    |
| 2    | Vitali Rodionov     | BATE Borisov        | 466    |
| 3    | Aleksandr Kulchiy   | Rostov              | 312    |
| 4    | Sergey Veremko      | BATE Borisov        | 166    |
| 5    | Gennadi Bliznyuk    | BATE Borisov        | 94     |
| 6    | Sergey Krivets      | BATE Borisov        | 92     |
| 7    | Sergey Gurenko      | Lokomotiv Moscow    | 87     |
| 8    | Yuri Zhevnov        | Moscow              | 61     |
| 9    | Sergey Sosnovsky    | BATE Borisov        | 30     |
| 10   | Dmitri Likhtarovich | BATE Borisov        | 20     |

### 2007
| Rank | Player              | Club                | Points |
| ---- | ------------------- | ------------------- | ------ |
| 1    | Alexander Hleb      | Arsenal             | 818    |
| 2    | Yuri Zhevnov        | Moscow              | 314    |
| 3    | Roman Vasilyuk      | Gomel               | 246    |
| 4    | Maksim Romaschenko  | Torpedo Moscow      | 153    |
| 5    | Aleksandr Kulchiy   | Tom Tomsk           | 106    |
| 6    | Sergey Gurenko      | Lokomotiv Moscow    | 92     |
| 7    | Vladimir Korytko    | Chernomorets Odessa | 44     |
| 8    | Vitali Kutuzov      | Parma / Pisa        | 28     |
| 9    | Vitali Rodionov     | BATE Borisov        | 19     |
| 10   | Dmitri Likhtarovich | BATE Borisov        | 9      |

### 2006
| Rank | Player                | Club                                             | Points |
| ---- | --------------------- | ------------------------------------------------ | ------ |
| 1    | Alexander Hleb        | Arsenal                                          | 711    |
| 2    | Sergei Kornilenko     | Dnepr Dnepropetrovsk                             | 422    |
| 3    | Aleksandr Kulchiy     | Tom Tomsk                                        | 200    |
| 4    | Sergey Gurenko        | Lokomotiv Moscow                                 | 133    |
| 5    | Sergei Shtanyuk       | Metallurg Zaporozhye / Luch-Energiya Vladivostok | 102    |
| 6    | Oleg Strakhanovich    | MTZ-RIPO Minsk                                   | 57     |
| 7    | Aleksandr Khatskevich | Dinamo Minsk                                     | 42     |
| 8    | Maksim Romaschenko    | Dinamo Moscow                                    | 40     |
| 9    | Timofei Kalachev      | Rostov                                           | 33     |
| 10   | Aleksandr Klimenko    | Shakhtyor Soligorsk                              | 32     |

### 2005
| Rank | Player             | Club                          | Points |
| ---- | ------------------ | ----------------------------- | ------ |
| 1    | Alexander Hleb     | Stuttgart / Arsenal           | 671    |
| 2    | Denis Kovba        | Krylia Sovetov Samara         | 170    |
| 3    | Vitali Kutuzov     | Sampdoria                     | 146    |
| 4    | Maksim Romaschenko | Dinamo Moscow                 | 141    |
| 5    | Vasily Khomutovsky | Steaua Bucureşti              | 122    |
| 6    | Sergei Shtanyuk    | Shinnik Yaroslavl             | 112    |
| 7    | Yuri Zhevnov       | Moscow                        | 103    |
| 8    | Aleksandr Kulchiy  | Shinnik Yaroslavl / Tom Tomsk | 43     |
| 9    | Roman Vasilyuk     | Hapoel Tel Aviv / Gomel       | 37     |
| 10   | Vitali Volodenkov  | Dinamo Minsk                  | 36     |

### 2004
| Rank | Player             | Club                        | Points |
| ---- | ------------------ | --------------------------- | ------ |
| 1    | Maksim Romaschenko | Trabzonspor / Dinamo Moscow | 637    |
| 2    | Alexander Hleb     | Stuttgart                   | 483    |
| 3    | Sergey Gurenko     | Lokomotiv Moscow            | 174    |
| 4    | Valentin Belkevich | Dynamo Kyiv                 | 154    |
| 5    | Andrey Razin       | Dinamo Minsk                | 108    |
| 6    | Aleksandr Kulchiy  | Shinnik Yaroslavl           | 81     |
| 7    | Sergei Shtanyuk    | Shinnik Yaroslavl           | 50     |
| 8    | Vasily Khomutovsky | Steaua Bucureşti            | 30     |
| 9    | Yuri Zhevnov       | BATE Borisov                | 25     |
| 9    | Yuri Shukanov      | Dinamo Minsk                | 25     |

### 2003
| Rank | Player             | Club                        | Points |
| ---- | ------------------ | --------------------------- | ------ |
| 1    | Alexander Hleb     | Stuttgart                   | 784    |
| 2    | Valentin Belkevich | Dynamo Kyiv                 | 458    |
| 3    | Timofei Kalachev   | Shakhtyor Soligorsk         | 246    |
| 4    | Yuri Zhevnov       | BATE Borisov                | 48     |
| 5    | Gennadi Bliznyuk   | Gomel                       | 33     |
| 6    | Aleksandr Kulchiy  | Shinnik Yaroslavl           | 29     |
| 7    | Sergei Kornilenko  | Dinamo Minsk                | 28     |
| 8    | Vitali Volodenkov  | Dinamo Minsk                | 19     |
| 9    | Aleksei Baga       | BATE Borisov                | 15     |
| 10   | Maksim Romaschenko | Gaziantepspor / Trabzonspor | 10     |

### 2002
| Rank | Player                | Club                    | Points |
| ---- | --------------------- | ----------------------- | ------ |
| 1    | Alexander Hleb        | Stuttgart               | 559    |
| 2    | Valentin Belkevich    | Dynamo Kyiv             | 379    |
| 3    | Dmitri Likhtarovich   | BATE Borisov            | 106    |
| 4    | Maksim Romaschenko    | Gaziantepspor           | 86     |
| 5    | Aleksandr Khatskevich | Dynamo Kyiv             | 48     |
| 6    | Valery Strypeykis     | Belshina Bobruisk       | 41     |
| 7    | Vitali Kutuzov        | Milan / Sporting Lisbon | 36     |
| 8    | Sergey Gurenko        | Parma / Piacenza        | 25     |
| 9    | Valery Shantalosov    | Torpedo-MAZ Minsk       | 22     |
| 10   | Aleksandr Kulchiy     | Shinnik Yaroslavl       | 21     |

### 2001
| Rank | Player                | Club                          | Points |
| ---- | --------------------- | ----------------------------- | ------ |
| 1    | Gennady Tumilovich    | Rostselmash                   | 360    |
| 2    | Valentin Belkevich    | Dynamo Kyiv                   | 264    |
| 3    | Vitali Kutuzov        | BATE Borisov / Milan          | 235    |
| 4    | Roman Vasilyuk        | Slavia Mozyr / Spartak Moscow | 200    |
| 5    | Aleksandr Khatskevich | Dynamo Kyiv                   | 109    |
| 6    | Alexander Hleb        | Stuttgart                     | 82     |
| 7    | Vasili Baranov        | Spartak Moscow                | 43     |
| 8    | Valery Shantalosov    | Belshina Bobruisk             | 41     |
| 9    | Vladimir Shuneiko     | Krylia Sovetov Samara         | 29     |
| 10   | Aleksandr Lukhvich    | Torpedo Moscow                | 20     |